# Iwan Arwel Griffith
Iwan Arwel Griffith (Conwy, 26 de agosto de 1988) es un árbitro de fútbol profesional galés internacional desde 2017.

## Partidos internacionales
A continuación se listan los partidos internacionales donde ha actuado como árbitro principal.

### Amistosos internacionales
| Amistoso            | Amistoso                 | Amistoso      | Amistoso | Amistoso   | Amistoso                                 | Amistoso  | Amistoso        |
| Fecha               | Partido                  | Sede          | Fase     | Amonestado | Otorgado · Otorgado otra vez · Expulsado | Expulsado | Anotado · Penal |
| ------------------- | ------------------------ | ------------- | -------- | ---------- | ---------------------------------------- | --------- | --------------- |
| 5 de junio de 2018  | Luxemburgo 1 – 0 Georgia | Luxemburgo    | -        | 1          | 0                                        | 0         | 0               |
| 24 de marzo de 2018 | Inglaterra 2 – 1 Rumania | Wolverhampton | -        | 0          | 0                                        | 0         | 0               |

### Eurocopa Sub-21
| Eurocopa Sub-21         | Eurocopa Sub-21          | Eurocopa Sub-21 | Eurocopa Sub-21          | Eurocopa Sub-21 | Eurocopa Sub-21                          | Eurocopa Sub-21 | Eurocopa Sub-21 |
| Fecha                   | Partido                  | Sede            | Fase                     | Amonestado      | Otorgado · Otorgado otra vez · Expulsado | Expulsado       | Anotado · Penal |
| ----------------------- | ------------------------ | --------------- | ------------------------ | --------------- | ---------------------------------------- | --------------- | --------------- |
| 27 de marzo de 2018     | Eslovaquia 4 – 1 Albania | Žilina          | Grupos (Clasificatorias) | 5               | 0                                        | 0               | 0               |
| 1 de septiembre de 2017 | Serbia 4 – 0 Gibraltar   | Jagodina        | Grupos (Clasificatorias) | 3               | 0                                        | 0               | 0               |

### Eurocopa Sub-17
| Eurocopa Sub-17          | Eurocopa Sub-17                   | Eurocopa Sub-17 | Eurocopa Sub-17          | Eurocopa Sub-17 | Eurocopa Sub-17                          | Eurocopa Sub-17 | Eurocopa Sub-17 |
| Fecha                    | Partido                           | Sede            | Fase                     | Amonestado      | Otorgado · Otorgado otra vez · Expulsado | Expulsado       | Anotado · Penal |
| ------------------------ | --------------------------------- | --------------- | ------------------------ | --------------- | ---------------------------------------- | --------------- | --------------- |
| 30 de septiembre de 2018 | Suecia 5 – 0 Liechtenstein        | Uddevalla       | Grupos (Clasificatorias) | 1               | 0                                        | 0               | 0               |
| 27 de septiembre de 2018 | Países Bajos 10 – 1 Liechtenstein | Uddevalla       | Grupos (Clasificatorias) | 1               | 0                                        | 0               | 0               |
| 27 de octubre de 2017    | Kazajistán 1 – 3 Bielorrusia      | Maguilov        | Grupos (Clasificatorias) | 2               | 0                                        | 0               | 0               |
| 22 de octubre de 2017    | Eslovenia 1 – 0 Kazajistán        | Maguilov        | Grupos (Clasificatorias) | 6               | 0                                        | 0               | 0               |
| 25 de marzo de 2017      | Turquía 6 – 0 Armenia             | Manavgat        | Ronda Élite              | 3               | 0                                        | 0               | 0               |
| 23 de marzo de 2017      | Finlandia 1 – 4 Turquía           | Manavgat        | Ronda Élite              | 3               | 0                                        | 0               | 0               |

### Liga Europa de la UEFA
| Liga Europa de la UEFA | Liga Europa de la UEFA            | Liga Europa de la UEFA | Liga Europa de la UEFA       | Liga Europa de la UEFA | Liga Europa de la UEFA                   | Liga Europa de la UEFA | Liga Europa de la UEFA |
| Fecha                  | Partido                           | Sede                   | Fase                         | Amonestado             | Otorgado · Otorgado otra vez · Expulsado | Expulsado              | Anotado · Penal        |
| ---------------------- | --------------------------------- | ---------------------- | ---------------------------- | ---------------------- | ---------------------------------------- | ---------------------- | ---------------------- |
| 12 de julio de 2018    | Engordany 0 – 3 FC Kairat         | Andorra la Vieja       | Primera ronda clasificatoria | 6                      | 0                                        | 0                      | 1                      |
| 6 de julio de 2017     | NSÍ Runavík 0 – 2 FK Dinamo Minsk | Toftir                 | Primera ronda clasificatoria | 5                      | 0                                        | 1                      | 1                      |

### Liga Juvenil de la UEFA
| Liga Juvenil de la UEFA  | Liga Juvenil de la UEFA  | Liga Juvenil de la UEFA | Liga Juvenil de la UEFA      | Liga Juvenil de la UEFA | Liga Juvenil de la UEFA                  | Liga Juvenil de la UEFA | Liga Juvenil de la UEFA |
| Fecha                    | Partido                  | Sede                    | Fase                         | Amonestado              | Otorgado · Otorgado otra vez · Expulsado | Expulsado               | Anotado · Penal         |
| ------------------------ | ------------------------ | ----------------------- | ---------------------------- | ----------------------- | ---------------------------------------- | ----------------------- | ----------------------- |
| 27 de septiembre de 2017 | UC Dublin 2 – 1 Molde FK | Dublin                  | Primera ronda clasificatoria | 6                       | 0                                        | 0                       | 0                       |